# Cyclophora circularia
Cyclophora circularia är en fjärilsart som beskrevs av Fabricius 1798. Cyclophora circularia ingår i släktet Cyclophora och familjen mätare. Inga underarter finns listade i Catalogue of Life.